# Риволтелла, Ардичио
Ардичио Риволтелла (Ardicio Rivoltella, его фамилию также пишут как Rivoltela) — католический церковный деятель XII века. Выходец из знатной миланской семьи. На консистории 1155 года был провозглашен кардиналом-дьяконом с титулом церкви Сан-Теодоро. Ректор церкви в Беневенто. Был папским легатом в Ломбардии и Константинополе. Участвовал в выборах папы 1159 (Александр III), 1181 (Луций III) и 1185 (Урбан III) годов. В 1186 году стал кардиналом-священником с титулом церкви Сан-Кризогоно.